# 布拉克维尔
布拉克维尔（法語：Blacqueville，法語發音：[blakvil]）是法国滨海塞纳省的一个市镇，属于鲁昂区。

## 地理
布拉克维尔（49°33'49"N, 0°51'47"E）面积10.02 平方千米，位于法国诺曼底大区滨海塞纳省，该省份为法国北部沿海省份，其西部及北部濒大西洋英吉利海峡，东起顺时针与索姆省、瓦兹省、厄尔省和卡爾瓦多斯省接壤。
与布拉克维尔接壤的市镇（或旧市镇、城区）包括：布维尔、克鲁瓦马尔、埃皮奈叙迪克莱尔、圣马丹德利夫、梅尼勒-帕讷维尔、圣玛格丽特-叙迪克莱尔。

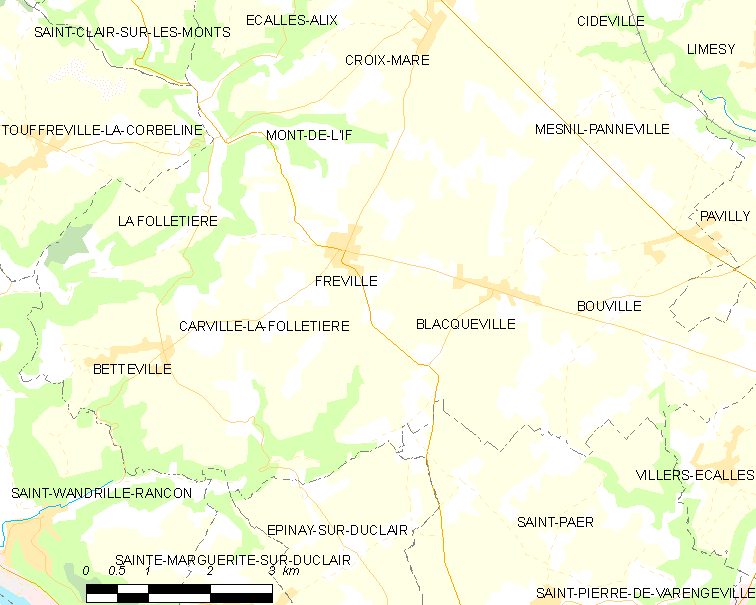
布拉克维尔的OSM定位图

布拉克维尔的时区为UTC+01:00、UTC+02:00（夏令时）。

## 行政
布拉克维尔的邮政编码为76190，INSEE市镇编码为76099。

## 政治
布拉克维尔所属的省级选区为巴朗坦县。

## 人口

1962-2008年间布拉克维尔人口变化图示

布拉克维尔于2022年1月1日时的人口数量为683人。